# Ludwig Halirsch

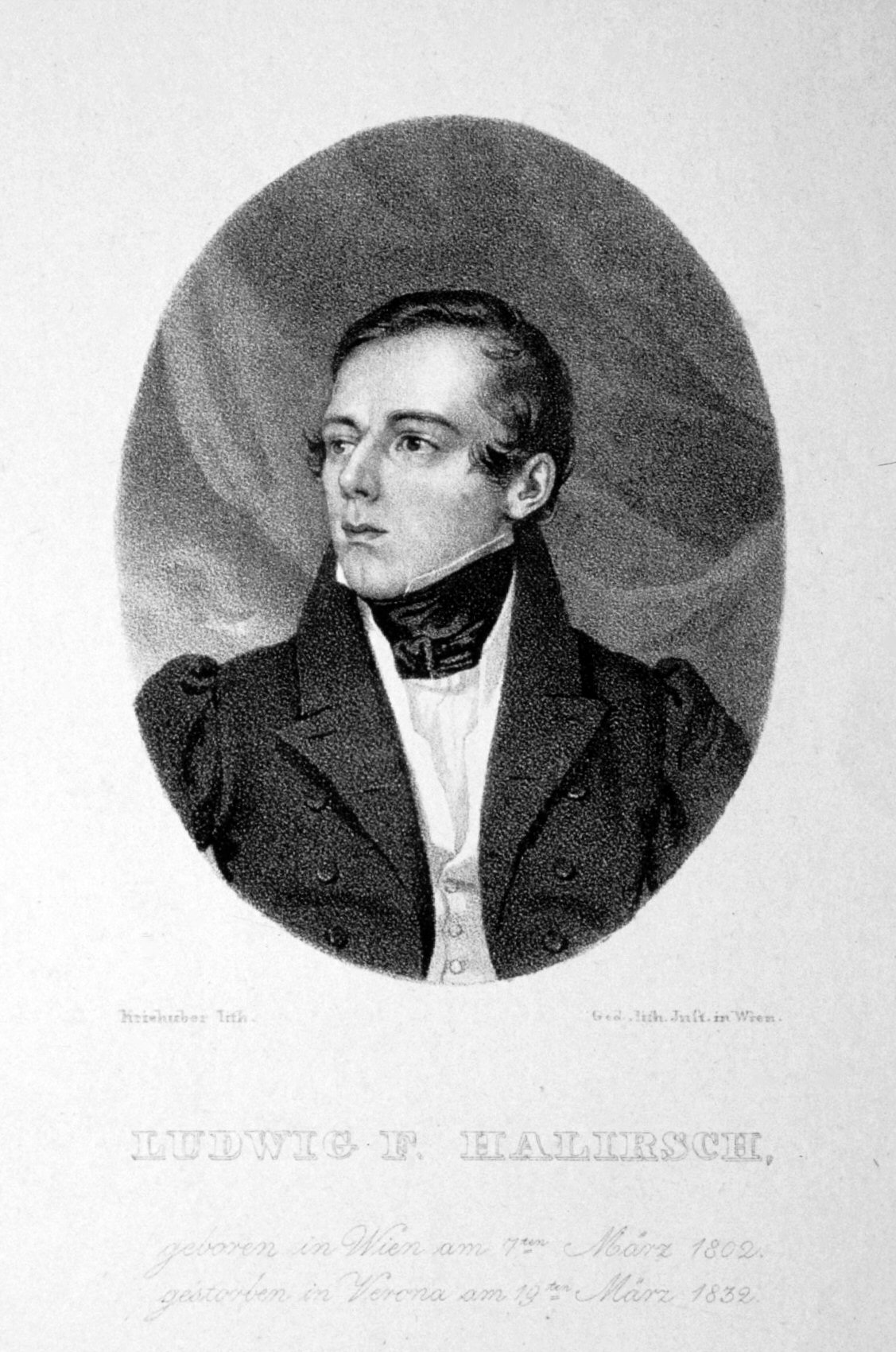
Ludwig Halirsch, Lithographie von Josef Kriehuber, ca. 1835.

Ludwig Halirsch als Friedrich Ludwig Halirsch (* 7. März 1802 in Wien; † 19. März 1832 in Verona) war ein österreichischer Dichter und Beamter.

## Leben und Karriere
Halirsch studierte von 1819 an der Universität Wien und trat nach Vollendung seines Studiums 1823 in den Staatsdienst ein. Als Beamter des Hofkriegsrats wurde er 1831 nach Italien versetzt. Dort verstarb er bereits am 19. März 1832 in Verona.
Als Freund und Gesinnungsgenosse der Dichter Alexander Graf von Auersperg, Eduard von Bauernfeld, Ernst von Feuchtersleben u. a., erschien Halirsch in der Beurteilung des 19. Jahrhunderts in seinen zum großen Teil in den Wiener Taschenbüchern und Zeitschriften zerstreuten poetischen Arbeiten und Essays als eines der bedeutendsten Talente Österreichs, das aber infolge seines zu frühen Todes nicht zu voller Entwicklung gelangte.
Halirsch war Mitglied der Ludlamshöhle, einer literarischen Gesellschaft, die eigentlich kein künstlerisches Programm verfolgte, sondern nur dem geselligen Zusammensein dienen sollte. Dies änderte jedoch nichts daran, dass diese Gesellschaft wegen angeblicher Staatsgefährdung verboten wurde.
Bereits Ende des 19. Jahrhunderts sah man seine Dichtungen im deutschen Sprachraum aufgrund seiner „antikisierenden Oden“ , die ihre Ideale kaum verwirklichen konnte, als die eines „volksthümlichen Balladendichter[s]“  in der Tradition Bürgers an. Andererseits zählen Sprachwissenschaftler auch heute noch zumindest Der Morgen auf Capri und Die Demetrier zu den 1000 wichtigsten Werken der österreichischen Literatur.
1904 wurde die Halirschgasse in Wien-Hernals nach ihm benannt.

## Werke
- „Petrarca“, Drama (Leipzig 1824)
- „Die Demetrier“, Trauerspiel in 5 Aufzügen, Leipzig : Wienbrack 1824; Mikrofiche-Ausg.: Wildberg : Belser Wiss. Dienst, 1989–1990. (Edition Corvey), ISBN 3-628-43179-4
- „Novellen und Geschichten“ (Brunn 1827)
- „Der Morgen auf Capri“, dramatisches Gedicht in drei Aufzügen (Leipzig 1829)
- „Balladen und lyrische Gedichte“ (das. 1829)
- „Die beiden Bilder“, Roman (das. 1829)
- „Dramaturgische Skizzen“, Focke : Leipzig 1829
- Seinen „Literarischen Nachlass“ (Wien 1840, 2 Bde.) sowie zwei Novellen aus demselben (das. 1842) gab Johann Gabriel Seidl heraus.
- "Orden der Liebe", Liebesgedicht